# Rhinopias eschmeyeri
Poisson-scorpion d'Eschmeyer, Rhinopias d'Eschmeyer
Espèce
Rhinopias eschmeyeri, communément appelé le Poisson-scorpion d'Eschmeyer ou Rhinopias d'Eschmeyer, est une espèce de poissons marins de la famille des Scorpaenidae, dont la morphologie le différencie de ses proches cousins.

## Répartition
Cette espèce se rencontre dans la zone tropicale centrale de l'Indo-Pacifique ainsi que dans la partie occidentale de l'océan Indien, ile Maurice comprise. Il fréquente de préférence les pentes récifales coralliennes ou caillouteuses abritant une grande densité d'algues, à une profondeur allant de 5 à 30 m.

## Description
Le Poisson-scorpion d'Eschmeyer est un poisson de petite taille pouvant atteindre 23 cm de long. Corps comprimé latéralement, doté d'une nageoire dorsale en forme de voile partant de derrière la tête jusqu'à pratiquement rejoindre la base supérieure de la nageoire caudale. L'animal reste sur le substrat et se déplace à l'aide de ses nageoires pectorales. Sa couleur varie du mauve, au rose, au rouge en passant par l'orange. 
Les espèces du genre Rhinopias ont toutes en commun une tête disproportionnée par rapport au reste du corps, avec une bouche protubérante quelque peu « en trompette » et des excroissances charnues sur la tête et le corps.
Rhinopias eschmeyeri peut être aisément confondu avec Rhinopias frondosa et Rhinopias aphanes, ces deux derniers se distinguant de leur proche cousin, entre autres, par une nageoire dorsale dont les rayons des épines sont bien distincts, la nageoire ne formant pas un voile continu comme c'est le cas pour Rhinopias eschmeyeri. 
Ensuite, si les trois espèces sont dotées d'une paire de "visière" au-dessus des yeux, seules celles de Rhinopias eschmeyeri sont "pleines" et sans excroissances par rapport à ses deux espèces cousines.
La distinction principale entre Rhinopias frondosa et Rhinopias aphanes est que seul Rhinopias aphanes possède un contour noir autour des marbrures du corps.

## Alimentation
Rhinopias eschmeyeri se nourrit de petits poissons, de crevettes et autres petits crustacés passant à sa portée.

## Comportement
Rhinopias eschmeyeri est une espèce benthique, nocturne, et qui chasse à l'affût en attendant le passage de ses proies potentielles.

## Étymologie
Son épithète spécifique, eschmeyeri, lui a été donnée en l'honneur de l'ichtyologiste américain William Neil Eschmeyer (1939-) de l'académie des sciences de Californie, éminent spécialiste des poissons scorpions, qui a révisé le genre Rhinopias en 1973.

## Publication originale
- Bruno Condé, « Nouvelles observations sur les scorpénidés de genre Rhinopias à Maurice », Revue française d'aquariologie et d'herpétologie, vol. 4, no 1,‎ 15 juin 1977, p. 19-20 (ISSN 0399-1075).